# She-Male Trouble
She-Male Trouble (anciennement connu sous le nom de Female Trouble) est un groupe allemand de punk rock, originaire de Berlin.

## Histoire
Le groupe est formé à Berlin à l'origine sous le nom de Female Trouble, mais change de nom lorsque des membres masculins rejoignent le groupe. Ce nom de Female Trouble provenait du titre du film homonyme réalisé par John Waters. 
Leur EP Angry Mad Pussy, sorti en 1994, soutient l'attitude rock 'n' roll sans compromis de Female Trouble et ouvre la voie à leur premier long métrage Cleanin Up the Hood, qui sort dans les magasins de disques en 1996. Les riffs de guitare puissants et rock dont Carl Perkins, Chuck Berry et les Ramones auraient été fiers s'accordent à merveille avec la voix émouvante de Carola. Le long métrage, Anarchy in the Backyard, sort en 1997, est également entièrement attribué au combo féminin.
En 2000 sort l'EP Burner comme premier signe de vie du nouveau groupe désormais baptisé She-Male Trouble. En 2003, le groupe sort l'album Back from the Nitty Gritty. Avec un programme de tournées obligatoire, le guitariste Borizzo Sinclair ne peut maintenir longtemps sa vie professionnelle habituelle, il passe donc le relais à son successeur Volker'acho. Par la suite, le groupe joue en première partie de Dover et Deep Purple. Trois ans plus tard, le groupe sort l'album Off the Hook enregistré à Berlin, et poursuit la ligne simple du son du groupe,.
Fin 2019, le groupe sort de nouveaux singles.

## Style musical
Le groupe joue un mélange de rock 'n' roll sale et de punk rock avec un groove entraînant et des mélodies accrocheuses. La presse spécialisée considère le groupe comme « LE groupe allemand de punk ».

## Discographie

### Albums studio
- 1996 : Cleanin up the Hood (XNO Records)
- 1997 : Anarchy in the Backyard (XNO Records)
- 2003 : Back from the Nitty Gritty (XNO Records)
- 2006 : Off the Hook (XNO Records)

### EP
- 1994 : Angry Mad Pussy (XNO Records)
- 2000 : Burner (XNO Records)

### Singles
- 1997 : Punk as Fuck (XNO Records)
- 2003 : Don't Tell Me What to Do (XNO Records)
- 2003 : Killin' Keepin' Her Alive / Ugly (XNO Records)
- 2003 : Break It Up (XNO Records)
- 2006 : I Never Forget (XNO Records)
- 2006 : Between the Lines (XNO Records)
- 2007 : Down the Drain / Don't You (XNO Records)
- 2016 : 2 Dogs (XNO Records)